# Miraheze
Miraheze è un servizio di hosting wiki gratuito senza scopo di lucro, che utilizza MediaWiki 1.41.0 come motore di hosting. Miraheze installa automaticamente diverse estensioni MediaWiki sui nuovi wiki e consente l'uso dell'editor visivo e delle discussioni strutturate, è supportato dalle donazioni degli utenti e non include pubblicità sui wiki che ospita.

## Storia
Miraheze è stato creato da John Lewis e Ferran Tufan nel luglio 2015. Attraverso l'uso del crowdfunding della comunità e degli investimenti personali, è stato ufficialmente pubblicato nell'agosto del 2015.
Nel novembre 2019, Miraheze è diventato un'organizzazione senza scopo di lucro registrata nel Regno Unito come Miraheze Limited.

## Caratteristiche
I wiki vengono creati su richiesta e approvati da utenti noti come creatori di wiki. I wiki vengono creati e ospitati gratuitamente e possono essere pubblici o privati. I membri possono contribuire con il loro tempo, denaro o competenze.
Miraheze consente ai proprietari di wiki di scegliere di implementare o rimuovere una varietà di estensioni MediaWiki, incluso scegliere lo stato della licenza del loro wiki. Consentono inoltre ai proprietari di wiki di inserire un dominio personalizzato nei loro wiki.